# Pielaki (województwo świętokrzyskie)
Pielaki – wieś w Polsce położona w województwie świętokrzyskim, w powiecie kieleckim, w gminie Mniów.
W latach 1975–1998 miejscowość położona była w województwie kieleckim.
Przez miejscowość przepływa niewielka rzeka Czarna Taraska dopływ Czarnej.